# Juicy J
Jordan Michael Houston, mer känd under sitt artistnamn Juicy J, född 5 april 1975, är en amerikansk rappare, musikproducent och låtskrivare från Memphis.
Han är grundare av hiphopgruppen Three 6 Mafia, grundad 1991. År 2002 släppte han sitt debutalbum Chronicles of the Juice Man. Under 2011 meddelade Juicy J att han var delägare för Wiz Khalifas skivbolag Taylor Gang Records och det följande året tecknade han en soloaffär med Columbia Records. 27 augusti 2013 släppte han sitt tredje studioalbum Stay Trippy.
Han är den yngre bror till Project Pat.